# Amerikanska köket
För andra betydelser, se Amerikanska köket (olika betydelser).

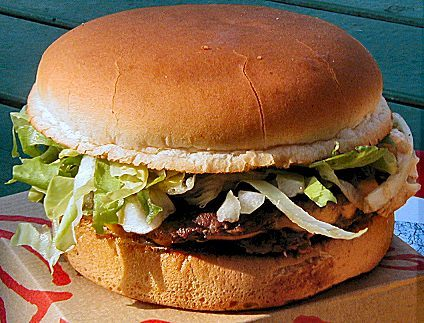
Hamburgare är väldigt vanlig mat i USA.

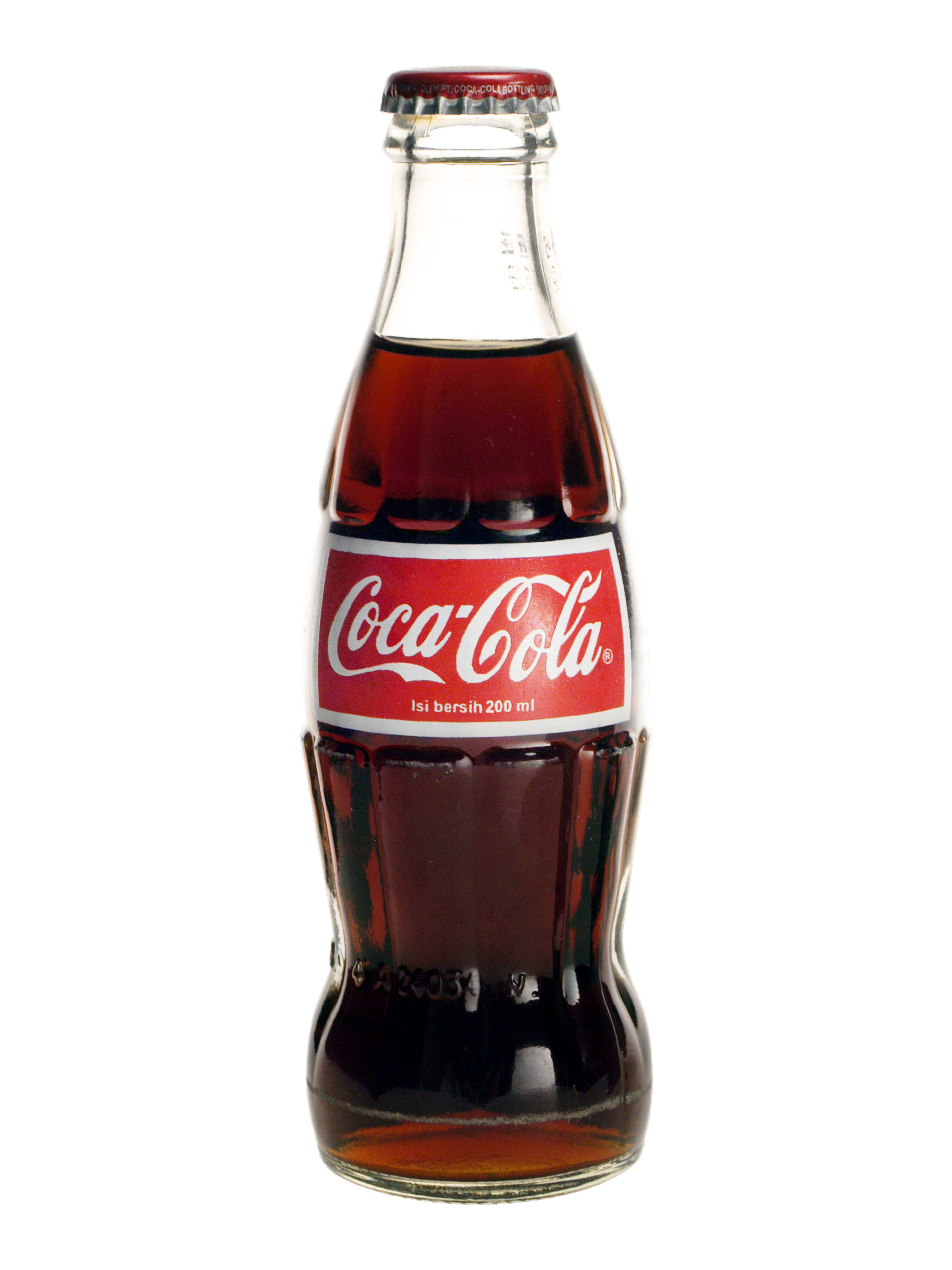
Coca-Cola är en mycket populär dryck i USA.

Amerikanska köket är en samlingsbeteckning för de matvanor och den matkultur som är speciell för USA. En del av matkulturen har utvecklats ur det ursprungsamerikanska köket , och så småningom kom befolkningen att domineras av de europeiska kolonisatörerna och deras ättlingar, vilka förde med sig helt andra ingredienser och matvanor från olika håll i Europa, vilket kombinerades med inhemska råvaror som exempelvis kalkonkött.
Matvanorna kompletterades under 1800- och 1900-talen i och med invandringen från länder även utanför Europa. Landets alla olika kulturer har skapat en stor variation och ett kök med många olika influenser. Amerikansk matkultur innefattar även snabbmat som representeras av ett flertal olika kedjor inom både mat och dryck som lyckat marknadsföra sina produkter över hela världen.

## Historia

### Före 1492
Innan de alianska kolonisatörerna kom till Nordamerika skiljde sig matvanorna mycket från stam till stad. Många olika ingredienser användes. Näringsbrist var ett problem för de många olika jägare -samlarsamhällena. De kunde få allvarliga problem med underskott av olika näringsämnen på vintern.

#### Vanliga ingredienser

##### Mat från växtriket

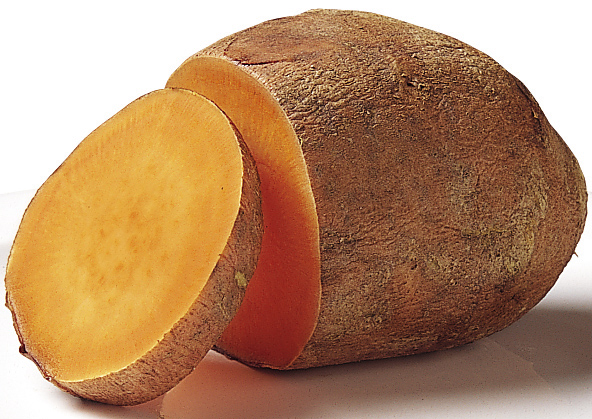
Sötpotatis, en inhemsk rotfrukt vanligt förekommande i indianska köket

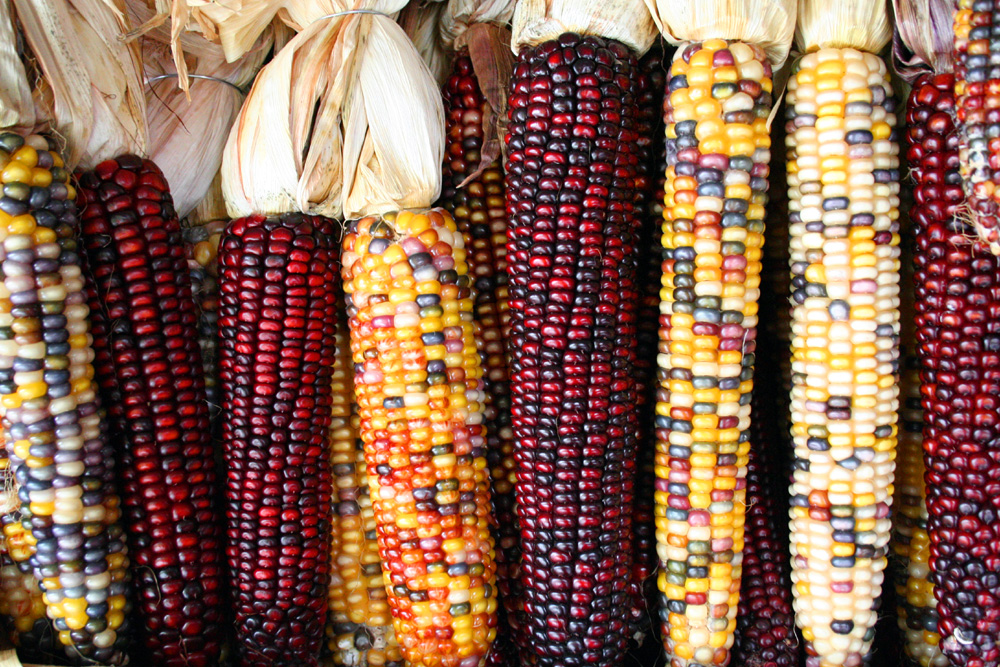
Majs, ett i Amerika inhemskt sädesslag i Indianernas kök

Indianerna använde minst 2000 olika växtarter i sin matlagning. Vanligt förekommande rotfrukter var bland annat löken från camaslöken, pilblad, bitterrot, lomatium, vild kålrot, sävrötter, vit praktvinda tillsammans med sötpotatisen och vanlig potatis. Vanliga grönsaker var bland andra prunkhallonets skott och stjälk, tussilago, strutbräken, törel, jättevallisneria, harsyra, trädgårdsportlak och vild krasse. Detta är dock ingen säker sak.
Även agavekronor och blomskott, yuccapalmblommor, roten från spetslansmossan, stjärnhyacintstjälkar, björnliljestjälkar, bredkaveldunrötter, smalbladade yuccapalmstjälkar och sotolkronor förekom.
Jordgubbar (Fragaria virginiana), vilka européerna kallade Virginia-jordgubbar på grund av att de var större än de europeiska jordgubbarna, såväl som huckleberries, blåbär, körsbär, vinbär, krusbär, plommon, vildapel, hallon, sumakbär, enbär, bäralm, fläderbär, hagtorn, pitaya, frukterna från vita nattljus samt frukterna från tandpalmliljan var uppskattade frukter. Några frukter var endemiska för Nordamerika på den tiden, bland annat frukterna från olika arter av kaktus, agarita, aronia, persimon samt vilda strandplommon.
Nötter var ett också ett viktigt livsmedel, till exempel pekannötter, bokollon, hickorynötter, hasselnötter, kastanjer, chinquapin, svarta valnötter och valnötter. Ekollon användes ofta till att göra olja på för smakens skull, och malda till mjöl att blanda med majsmjöl för att förtjocka soppor med, samt friterade i kakor och bröd. Det av indianerna mest använda sädesslaget var majs, medan vildris (inte ett riktigt sädesslag) användes mycket i de södra regionerna.
Fröna från olika plantor användes också mycket, som pinjenötter, frön från släktet sporobolus, frön från släktet portulaca, törel, solrosfrön samt elefantsnablar. 

##### Kött och fågel
Det kött man åt mest var viltkött. Bland de större viltdjuren uppskattades bisonoxe, hjort, älg, tjockhornsfår, björn, puma, tillsammans med get och gaffelantilop i regionerna kring Rocky Mountain. De mindre viltdjuren kokades, till exempel kaniner, tvättbjörnar, pungråttor, ekorrar, skogsråttor, jordekorrar, skogsmurmeldjur, pekarisvin, prärievargar, skunkar, grävlingar, bävrar och trädpiggsvin.
Viltfåglar som uppskattades var bland andra kalkoner, rapphönor, vaktlar, duvor, pipare, lärkor och fiskgjusar. Sjöfåglar åts relativt mycket, speciellt på kusterna, exempelvis ankor, gäss, svanar och tranor.
Amfibiska köttsorter man åt var bland annat alligatorer och grodor, där låren var det man åt, framförallt låret från oxgrodor. Sniglar uppskattades också, tillsammans med olika sköldpaddor, såsom guldsköldpaddor, skogsbäcksköldpaddor och snappsköldpaddor samt deras ägg. Dessutom ansågs havssköldpaddor och soppsköldpadda vara en viktig andlig köttprodukt av indianerna.

##### Fisk och skaldjur

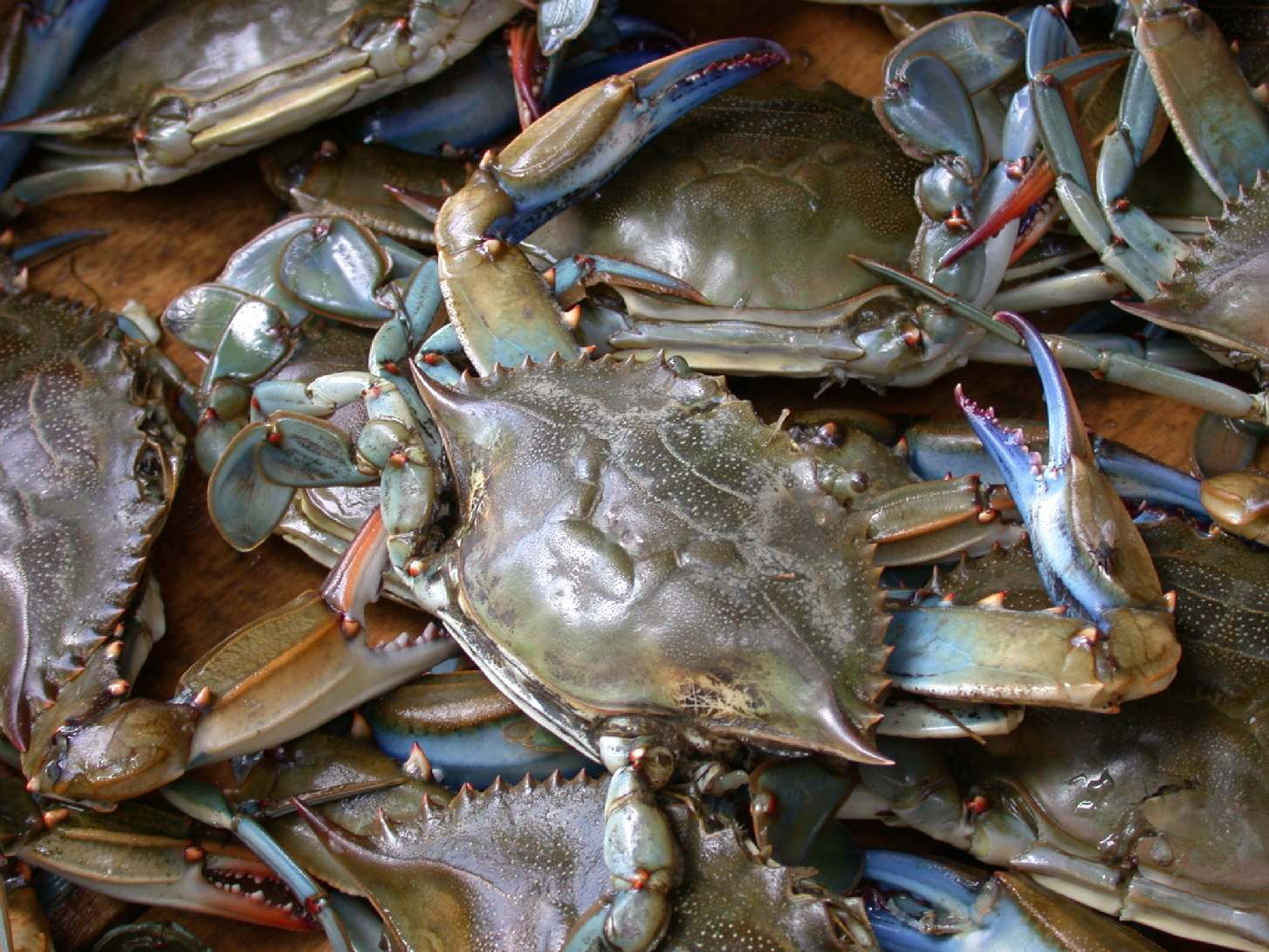
Blåkrabbor kokades av indianer på Amerikas östkust.

De saltvattensfiskar som åts mest av indianerna var torsk, bergtunga, skrubbskädda, sill, hälleflundra, stör, nors, havsgösar (på östkusten) och eulachon (på västkusten). Val jagades av indianerna på nordvästkusten, speciellt av stammen makah, och användes för kött och olja.
Säl och valross uppskattades också. Ål åts i regionen Finger Lakes i New York. Malar verkar ha varit väldigt uppskattade i vissa stammar, till exempel av modocerna. Olika kräftdjur man åt var till exempel räkor, hummer, kräftor, dungenesskrabbor (i nordväst) och blåkrabbor (i öst). Andra skaldjur som uppskattades var bland andra havsöron och "geoduck" på Kaliforniens kust, medan det på östkusten åts "surf clam", "quahog" och sandmussla. Ostron åts på båda kusterna, liksom exempelvis blåmussla och strandsnäcka.

#### Matlagningsmetoder
Indianerna lagade mat på ett antal olika sätt. Man grillade ofta. Spit roasting över en gropugn var också ett vanligt sätt. Grönsaker, framförallt rotfrukter, kokades ofta direkt i askan från elden.
Eftersom de tidiga indianerna inte kunde tillverka keramik att använda direkt över en eld så utvecklade de en teknik som har gjort att många antropologer kallar dem stenkokare. Indianerna hettade upp stenar direkt i en eld och tillsatte sen stenarna i en gryta fylld med vatten tills det började koka så att köttet eller grönsakerna kokades. En annan metod var att använda en tom bisonoxmage fylld med olika livsmedel och upphängd över en sval eld. Elden klarade inte av att koka köttet i magen men då köttet skulle tillagas så tillsattes värmda stenar också. Några indianer använde lädret från bisonoxen på samma sätt.
Indianerna brukar ses som de första i Amerika att skapa brandsäker keramik att placera direkt över en eld. I vad som nu är sydvästra USA skapade indianerna ugnar gjorda av soltorkat tegel kallat hornos, för att baka saker såsom bröd, av majsmjöl. Indianer i andra delar av Amerika gjorde ugnar av grävda gropar. Dessa gropar användes också för att ångkoka mat genom att tillsätta värmda stenar eller glödkol och sedermera tång eller majshylsor placerat på toppen för att ångkoka fisk och skaldjur såväl som grönsaker; potatisar skulle tillsättas utan skal och majs med skal. Detta skulle senare bli talat om som musselkokning av kolonisatörerna. Hålet var också ett ställe för att producera dagens Boston-bakade bönor gjorda av bönor, lönnsirap och lite björnfett.

### Kolonialtiden

Karta över Amerikas 13 kolonier.

När kolonisatörerna kom till Amerika försökte de odla likt hur de odlade i sina hemländer. På samma sätt jagade de djur för klädernas och köttets skull. Genom hårt arbete och handel med Storbritannien, Västindien och andra regioner, var kolonisatörerna kapabla att etablera sig själva i de amerikanska kolonierna med ett kök liknande deras tidigare kök. Det fanns några undantag i kosten, så som lokala växter och djur, men kolonisatörerna försökte använda de inhemska produkter som de kände till, och i annat fall ignorerades de. Kolonisatörernas matlagningsvanor liknade den brittiska matkulturen fram till revolutionen.
Det fanns ett generellt förakt för fransk matlagning, till och med bland de franska hugenotterna i South Carolina och fransk-kanadensare. En av kokböckerna som nådde framgång i kolonierna var The Art of Cookery Made Plain and Easy skriven av Hannah Glasse, skriven med förakt för den franska matlagningskulturen, påståendes att "det blinda dårskap av denna tid som snarare skulle luras av en fransk stolle, än att ge uppmuntran till en bra engelsk maträtt!"
Av de franska recepten säger hon att hon "... anser är ett märkligt virrvarr av skräp." Föraktet förstärktes under kriget mellan fransmännen och indianerna mellan 1754 och 1764 och under och efter kriget antingen deporterades fransmännen eller så tvingades de, likt akadierna att flytta till Louisiana. De akadiska fransmännen kom att påverka matvanorna i Louisiana mycket, men hade lite eller ingen påverkan på matvanorna utanför Louisiana.

#### Vanliga ingredienser
Kolonisatörernas matvanor skiljde sig beroende på var de bosatte sig. I New England var matvanorna väldigt lika Storbritanniens.
En slående skillnad för kolonisatörerna här jämfört med andra regioner var säsongsanpassningen. Medan man i de södra kolonierna kunde odla nästan hela året runt, var växtsäsongen i de nordliga kolonierna begränsad. Dessutom gav kolonisatörernas närhet till havet färsk fisk som en del av dieten, framförallt i de nordliga kolonierna. Vete, det sädesslag som användes att baka med hemma i Storbritannien, var närmast omöjligt att få att växa, och veteimporter var långt ifrån vad man hade råd med. Ersättningar i fall som detta var majsmjöl. Johnykakan, ett slags tunnbröd, var en dålig ersättning för vetebröd men accepterades ändå som en lösning i New England.

##### Boskap och jakt
I New England var viltjakt av stor betydelse. Viltköttet utgjorde en stor del av kosten och kunde man inte jaga själv köpte man köttet av andra. Jakt som köttkälla var mer populärt än djurhushållning, då det krävdes mycket mindre arbete att försvara djuren mot andra människor. Man åt mycket hjort, björn, bisonoxe och vildkalkon. De större styckningsdetaljerna rostades och serverades med vinbärssås, medan de mindre blev ingredienser i soppor, grytor, korvar, pajer och piroger.
Förutom vilt så var fårkött ett kött som kolonisatörer ofta åt. De spanska kolonisatörerna i Florida introducerade ursprungligen fåret i Amerika. I norr däremot var det holländare och engelsmän som introducerade fåret. Man behöll fåret då engelsmännen föredrog det före kreatur. Fåret var viktigt då det förutom ullen resulterade i kött, när fåret var för gammalt för att producera ull. Fodret som fåren åt gav köttet en karaktäristiskt stark, mustig smak och en segare konsistens som kräver en långsam tillagning för att få mört.

##### Fetter och oljor
Några animaliska fetter och oljor ingick i det mesta av kolonisatörernas mat. Många hem hade hjortskinnssäckar fyllda med björnolja att koka med, medan stelnat björnfett påminde om baksmör. Kvarlämnat grisfett användes framförallt när man tillverkade bacon. Grisfett användes oftare i de södra delarna än i de norra då spanjorer introducerade grisar tidigare i södern. Kolonisatörerna uppskattade smör i matlagning också, men det var sällsynt innan amerikanska revolutionen då boskap inte var så vanligt än.

##### Fisk och skaldjur

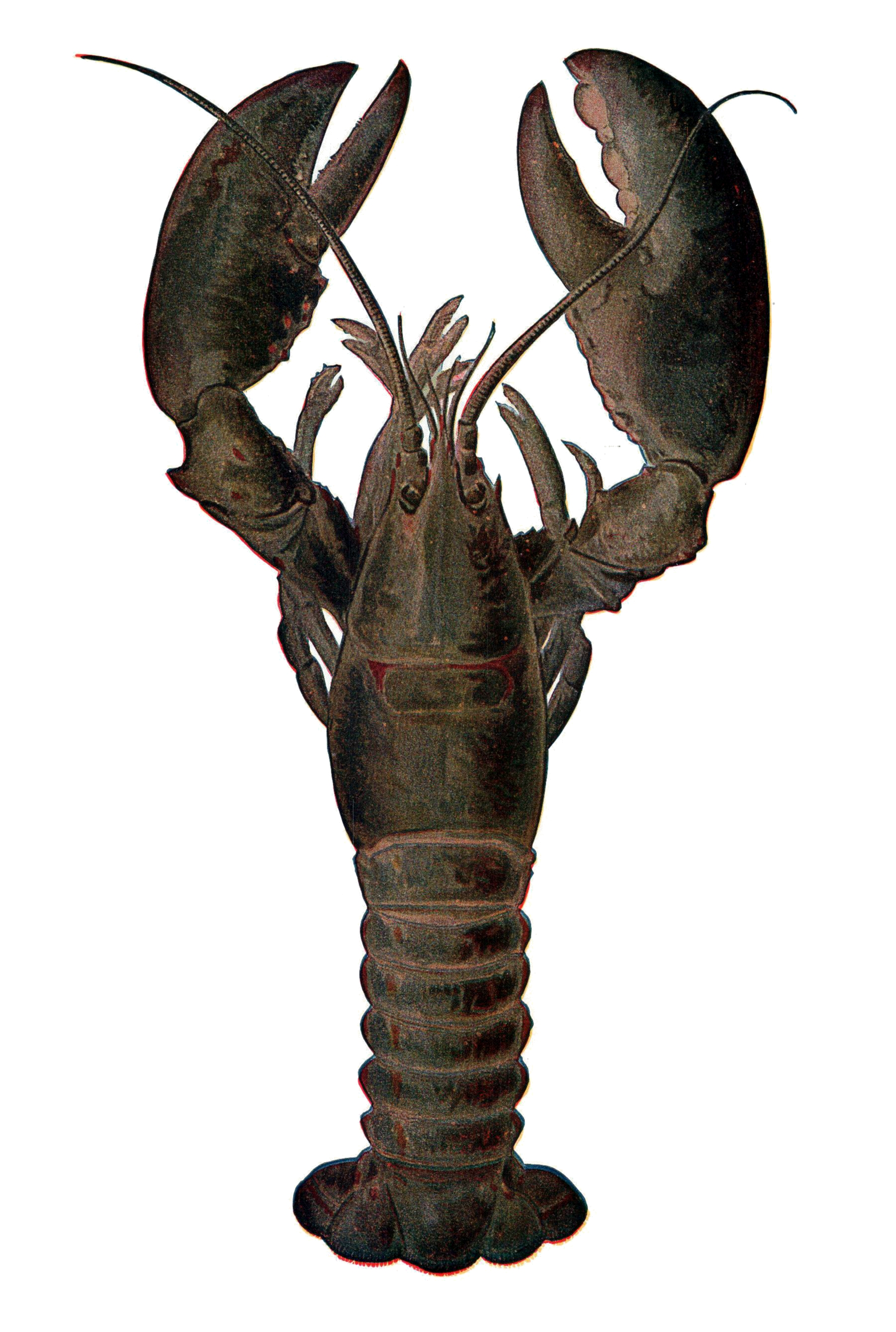
Den amerikanska hummern var ett viktigt födoämne på kolonialtiden i Amerika.

Den amerikanska hummern var en grundstomme i den koloniala kosten. De som levde nära New Englands kust åt ofta fisk, kräftdjur och andra vattenlevande djur. Kolonisatörerna åt stora mängder sköldpadda och det var en delikatess som exporterades till Europa. Torsk i både färsk och saltad form uppskattades. Den saltades för att få längre hållbarhet. Den bästa torsken var vanligtvis torkad dock, och exporterad till Medelhavet i utbyte mot frukt som inte fanns i de amerikanska kolonierna.

##### Grönsaker
Ett antal grönsaker växte i de norra kolonierna, till exempel kålrot, lök, vitkål, morot och palsternacka tillsammans med bönor, baljväxter och ärtväxter. Dessa grönsaker klarade sig bra genom de kallare månaderna i förvaring. Andra grönsaker saltades eller lades in för konservering, till exempel gurka. På grund av säsongernas temperatursvängningar åts färska grönsaker enbart under sommarmånaderna. Pumpor och kalebasser var andra grönsaker som växte bra i de nordliga kolonierna och användes ofta som foder åt djur om de inte åts. Förutom grönsakerna växte ett stort antal frukter säsongsvis. Frukter som inte åts upp under säsongen blev ofta konserverade som sylt, pajer eller liknande.

##### Alkoholhaltiga drycker
Före revolutionen drack man i New England en stor mängd rom och öl, då de hade relativt bra tillgång till råvarorna som behövdes för att producera dryckerna. Rommens huvudingrediens, melass, var lätt att få tag på via handel med Västindien. I landets inre delar var whiskey populärt eftersom man där inte hade så stor tillgång till sockerrör. De hade tillgång till majs och råg, som de producerade whiskeyn av. Emellertid ansåg många ända fram till revolutionen att whiskey var en ohyfsad dryck som inte passade att dricka, då många trodde att den gjorde att de fattiga blev hesa och ovårdade alkoholister.
En sak som var viktig i öltillverkningen som inte växte bra i kolonierna var humle. Humle växte bara vild i Amerika och därför var man beroende av import från Storbritannien och andra länder för att de skulle kunna producera öl. Förutom dessa alkoholbaserade produkter producerade i Amerika, förekom andra drycker ofta hos köpmän, till exempel vin och brandy.

#### Södra USA
I jämförelse med de nordliga kolonierna, var de sydliga kolonierna ganska olika när det gällde konsumtion av jordbruksprodukter. Till skillnad från kolonierna i norr hade inte de södra kolonierna någon central kulturregion. Höglanden och låglanden utgjorde två huvuddelar av de södra kolonierna. Slavarna och de fattiga åt ofta samma diet, vilken bestod av många inhemska amerikanska livsmedel. Saltat eller rökt griskött kompletterade ofta den vegetariska dieten. Fattiga på landsbygden åt ofta ekorrar, pungråttor, kaniner eller andra skogsdjur. Boende på "Riskusten" åt ofta mycket ris, medan sädesslaget för resten av de fattiga och slavarna i södern var majsmjöl som främst användes till bröd och gröt. Vete var inte ett alternativ för de flesta som levde i de södra kolonierna.
Matlagningen på höglandet innehöll ofta vitkål, brytbönor och potatis, medan de flesta undvek sötpotatis och jordnötter. De rika vita på höglandet undvek livsmedel som importerades från Afrika på grund av att det innebar underlägsenhet gentemot de afrikanska slavarna. De som kunde odla eller köpa vete åt ofta kakor till frukost tillsammans med fläskkött. Saltat fläskkött var basen för alla måltider, då det användes i tillagningen av grönsaker för smaksättning, förutom dess direkta användande som en proteinkälla.
Låglandet, vilket inkluderade de flesta akadiska franska regionerna av Louisiana och de omgivande områdena, innehöll en varierande matkultur med många influenser från Afrika och Karibien, och inte bara det franska köket. Det betydde att ris spelade en stor roll eftersom den var så viktig i de afrikanska och karibiska matvanorna. Dessutom kom tillgången på kött på låglandet mestadels från fisk och skaldjur samt viltkött. De flesta maträtterna innehöll peppar, som det är än idag. Intressant är att även om engelsmännen hade ett stort förakt för fransk mat, såväl som många av de ursprungliga livsmedlen i kolonierna, så kände fransmännen inte detsamma för de inhemska råvarorna. Faktum är att de uppskattade de ursprungliga ingredienserna och maträtterna.

### 1800- och 1900-talen
Ett kännetecken för USA:s kök är blandningen av etniska och regionala influenser som skapat helt nya matvanor. Matlagningen i södra USA är till exempel märkbart influerat av Afrika, Frankrike och Mexiko bland flera. Det asiatiska köket har spelat en särskilt stor roll i Amerikas kök. Även om många typiska amerikanska maträtter har sitt ursprung i andra länder har amerikanska kockar förändrat dem fullständigt, till den grad att rätten anses vara amerikansk. Hamburgare är ursprungligen en tysk maträtt som togs till USA av tyska invandrare men som under årens lopp har blivit så förändrad att den kan anses vara amerikansk. Pizza är ett annat exempel, då den italienska pizzan skiljer sig avsevärt från pizzan i USA.
Många amerikanska matföretag utvecklar nya produkter som kräver minimal förberedelse, såsom frysta förrätter. Några storkök tar fram egna recept för att få konsumenterna att välja deras produkter. Många av dessa recept har blivit väldigt populära. General Mills Betty Crocker's Cookbook, först publicerad 1950 och reviderad nu i sin 10:e upplaga, är ett exempel som finns i många amerikanska hem.

## Regionala matvanor
Till följd av USA:s stora yta har landet stora regionala variationer gällande maten. USA:s regionala matvanor är kännetecknade av dess extrema variation och vana där varje region har sina egna utpräglade matvanor.

### New England

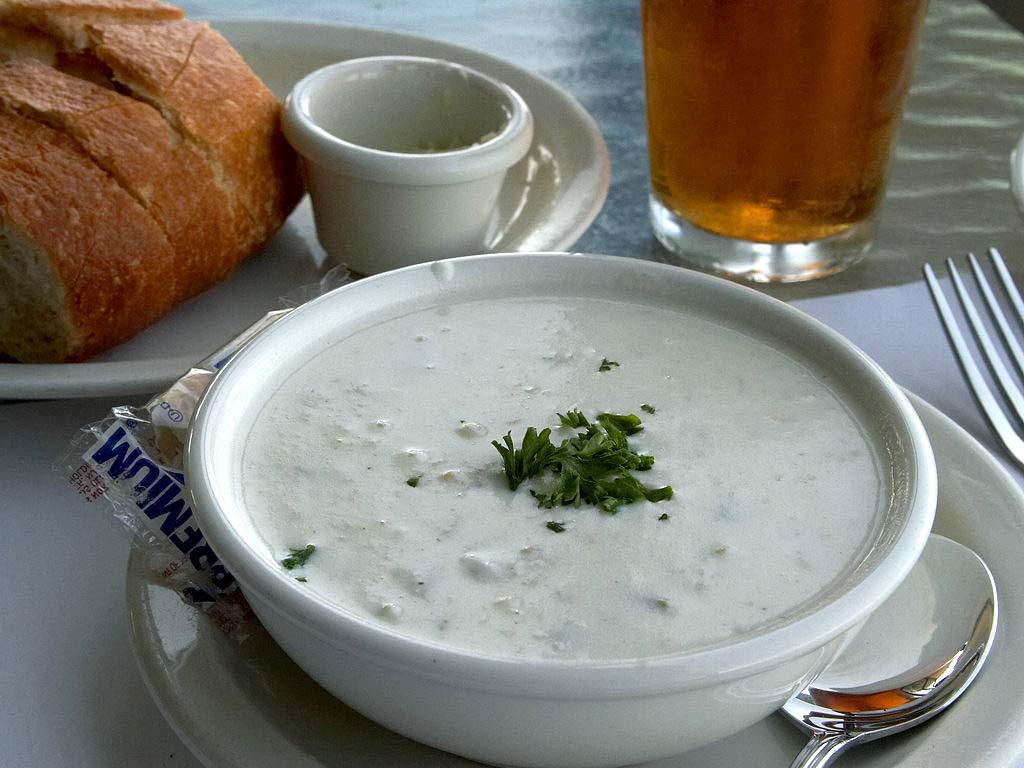
Musselsoppa från New England

New England är beläget allra längst upp i nordöstra USA och inkluderar de sex staterna Connecticut, Maine, Massachusetts, New Hampshire, Rhode Island och Vermont. I regionen finns traditioner med starka anknytningar till Storbritannien. Det indianska köket blev en del av matvanorna som de tidiga kolonisatörerna tog med sig. New Englands matvanor har sitt ursprung i sina koloniala rötter som kännetecknades av ett praktiskt sinnelag, anspråkslöshet och en vilja att äta vad som helst förutom vad de var vana vid i sina hemländer.
En stor del av matvanorna började med en-gryts-matlagning som resulterade i maträtter såsom succotash, bakade bönor med flera. Hummer är en viktig del av köket, den finns på regionens kuster. Andra skaldjur vid kusten inkluderar neck clams, pilgrimsmusslor, blåmusslor, ostron, sandsnäckor och knivmusslor. Många av dessa skaldjur ingår i den traditionella maträtten clambake. Clambake är idag känt som en kolonial tolkning av indiansk tradition.
Labruskavindruvor användes som vindruvsjuice av företag såsom Welch's, samt till sylt. Kosher-viner av företag som Mogen David och Manischewitz tillsammans med andra vinfabriker gjorde bättre kvalitetsviner. Bland äpplen från New England fanns de ursprungliga sorterna, Baldwin, Lady, Mother, Pomme Grise, Porter, Roxbury Russet, Wright, Sops of Wine, Peck's pleasant, Titus Pippin, Westfield-Seek-No-Further och Duchess of Oldenburg. Tranbär är viktiga bär i regionen.

## Etniska influenser

### Moderna trender och återgång till traditionen
Under 1980-talet startade en rörelse bland kända kockar för att förmå amerikanerna att börja laga etnisk mat inom dess regionala traditioner. En av de som gick med först var Paul Prodhomme, som år 1984 första gången gav ut den nydanande kokboken Paul Prodhomme's Louisiana Kitchen, genom att beskriva över 200 års historia av kreolsk och kajunsk matlagning. Hans framgång inspirerade snabbt andra kockar. Norman van Aken tog till sig matlagningsvanorna från Florida tillsammans med många etniska och globaliserade element i hans Feast of Sunlight cookbook från 1988. Rörelsen blev till slut känd över hela världen när Kalifornien blev uppslukade i rörelsen, som skenbart började leda trenden själva, i till exempel den populära restaurangen Chez Panisse i Berkeley. Kockar som tog till sig det nya globaliserade köket var bland andra celebriteter som Jeremiah Tower och Wolfgang Puck, båda före detta kollegor på restaurangen. Puck fortsatte att beskriva sin tilltro till moderna amerikanska maträtter i introduktionen till Wolfgang Pucks kokbok:
Ett annat stort genombrott, vars upphovsmän ansågs vara galna, är blandningen av etniska matlagningsvanor. Det är inte alls ovanligt att hitta rå fisk bredvid tortillas på samma meny. Etniska blandningar förekommer också när typiska element blandas i ett recept. Det här landet är, trots allt, en gigantisk smältdegel. Varför skulle dess matlagningsvanor inte illustrera den amerikanska förändringen av variation till enighet?
Pucks före detta kollega, Jeremiah Tower, blev en förman för kalifornisk mat och överhuvudtaget den amerikanska matrevolutionen. Under tiden blev Chez Panisse en framstående restaurang som populariserades i en bok av Paul Bertolli och ägare Alice Waters, Chez Panisse Cooking, år 1988. Kokboken verkade för att göra restaurangens idé och filosofi än bättre. Boken tog till sig Amerikas naturliga gåvor, framförallt kaliforniska, då de innehöll recept som reflekterade Bertolis och Waters uppskattning för både norditaliensk och fransk matlagning.

### Tidiga etniska influenser
Medan de tidigaste matlagningsvanorna från USA huvudsakligen var påverkade av det indianska köket, de 13 koloniernas matlagningsvanor eller den amerikanska söderns matlagningsvanor, så påverkades landets matlagningsvanor, dess gastronomi och den ökande kulinariska konsten än mer av befolkningens varierande etniska mix och invandrarmodeller under 1900-talet fram till nutid. Några av de etniska grupperna som fortsatte påverka matlagningen var här förut medan andra kom i ett större antal under "Den stora transatlantiska migrationen" (1870-1914) eller andra massinvandringar.
Några av de etniska influenserna kunde finnas i landet från tiden efter Amerikanska revolutionen och in i USA:s historia av kontinental expansion under nästan hela 1800-talet. 

### Senare etniska influenser
Andra etniska grupper kan visserligen ha kommit till USA före 1900-talet men de var varken del av de huvudsakliga koloniala nybyggarna, inhemska indianer, latinamerikaner, slavar eller kreoler. Likaledes var deras invånarantal förmodligen inte lika stora som de andra redan existerande etniska grupperna eller de efterföljande populationerna av deras egen respektive etnicitet kommande under åren fram till "The great transatlantic Migration" och andra massinvandringar under 1800-talet. Detta skulle också inkludera vad som är dagens USA där varje års folkräkning och invandringsantal ändrades, således ändrande nationens kulturella influenser.
Den senare invandringen till USA influerade det regionala och nationella köket. Många andra etniska grupper har ytterligare bidragit till det amerikanska köket, vissa med större påverkan och framgång än andra.
 De italienska, mexikanska och kinesiska (kantonesiska) köken har faktiskt sällat sig till huvudinriktningen. Dessa tre köken har blivit så inpräglade i den Amerikanska kulturen att de inte längre är utländska för den Amerikanska gommen. Enligt studier, så är mer än 9 av 10 konsumenter välbekanta med och har testat dessa köken, och runt hälften säger sig äta dem ofta. Efterforskningen indikerar också att Italienare, Mexikaner och Kineser (kantoneser) har blivit inrättad till den grad att äkthet inte längre är ett bekymmer för konsumenter.
Bidrag från dessa etniska kök har blivit lika vanliga som traditionella "amerikanska" maträtter som hot dog, hamburgare, biffstekar, körsbärspaj, Coca-Cola, milkshake, friterad kyckling och så vidare. Nuförtiden har amerikaner också en överallt närvarande konsumtion av maträtter som pizza, pasta, tacos och burritos till General Tso's Chicken och lyckokakor.

## Kända amerikanska kockar
Amerikanska kockar har blivit inflytelserika både i matindustrin och i populärkultur. En viktig kock under 1800-talet var Charles Ranhofer på Delmonico's restaurant i New York. Amerikansk matlagning har exporterats över hela världen, både genom den globala expansionen av restaurangkedjor såsom T.G.I. Friday's och McDonald's och ansträngningar av individuella traktörer såsom Bob Payton, tillräknad bedriften att föra Amerikansk pizza till Storbritannien.
Den första generationen tv-kockar såsom Robert Carrier och Julia Child tenderade att koncentrera sig på matlagning baserad huvudsakligen på europeiska kök, framför allt franska och italienska. Bara under 1970-talet och 1980-talet bytte tv-kockar såsom James Beard och Jeff Smith fokus mot inhemsk matlagningskultur, speciellt från olika etniska grupper inom landet. Kända amerikanska kockar är till exempel Thomas Keller, Charlie Trotter, Grant Achatz, Alfred Portale, Paul Prudhomme, Paul Bertolli, Mario Batali, Alice Waters, Emeril Lagasse, Cat Cora och tv-kockar som Bobby Flay, Ina Garten och Todd English.